# Malin Wättring
Malin Wättring (* 13. Februar 1987 als Anna Malin Margareta Wättring) ist eine schwedische Jazzmusikerin (Saxophon, auch Gitarre, Gesang, Komposition), die auch in den Bereichen Indierock und Singer-Songwriter tätig ist.

## Wirken
Wättring absolvierte mit einem Bachelor-Abschluss in Improvisierter Musik an der Högskolan för scen och musik der Universität Göteborg. Seit 2011 ist sie als professionelle Musikerin tätig und lebt weiterhin in Göteborg.
Wättring ist Leiterin eines Quartetts, mit dem sie 2017 zu Gast im Rolf-Liebermann-Studio des Norddeutschen Rundfunks war. Weiterhin leitet sie Projekte wie dem von ihr inittierten Gothenburg Art Ensemble. Sie hat mit einer Reihe bekannter Musiker und Gruppen zusammengearbeitet, etwa dem Fire! Orchestra um Mats Gustafsson (auf dem Jazzfest Berlin 2014), der Bohuslän Big Band (Harvest), Anna Högbergs Attack oder William Soovik Grand Finale. Bei der Jazz Baltica 2016 spielte sie in einem All-Star-Frauenensemble unter Leitung von Ann-Sofi Söderqvist; Tini Thomsen holte sie für eine Aufführung von Peter und der Wolf zum Familienkonzert beim selben Festival mit der Jazz Baltica All Star Band und Hella von Sinnen (Album bei Redhorn).
Wättring hat Auftragswerke für Big Bands und Orchester komponiert und mehrere Tonträger unter eigenem Namen veröffentlicht. 2022 erschien ihr Debütalbum als Sängerin und Gitarristin, Songs of Wounds and Healing.
Wättring wurde für ihre musikalische Arbeit mit mehreren Preisen ausgezeichnet, (neben dem Stenastifelsen-Stipendium 2019 und dem Bengt Säve-Söderbergh-Stipendium) insbesondere als „Komponist des Jahres“ 2017 bei der jährlichen Jazzkattengalan von Sveriges Radio. Sie ist zudem als Musik- und Yogalehrerin tätig.

## Diskographische Hinweise
- Malin Wättring 4 & 8: Glöd (Havtorn 2015)[5]
- Skarin/Wättring/von Martens/Jormin Fabrics (Havtorn 2019, mit Robin Skarin, Donovan von Martens, Christian Jormin)
- Malin Wätting 4: Live in Hamburg (Havtorn 2019, mit Naoko Sakata, Donovan von Martens, Anna Lund)[6]